# Spermacoce retitesta
Spermacoce retitesta är en måreväxtart som beskrevs av Harwood. Spermacoce retitesta ingår i släktet Spermacoce och familjen måreväxter. Inga underarter finns listade i Catalogue of Life.